# Исаев, Михаил Иванович
Михаи́л Ива́нович Иса́ев (20 ноября 1919 года, Талгар — 3 апреля 1978 года, Талгар) — полный кавалер ордена Славы.

## Биография
Исаев Михаил Иванович родился 20 ноября 1919 года в станице Талгар, ныне город Алма-Атинской области Республики Казахстан, в семье крестьянина. Русский. В 1936 году окончил 8 классов местной школы. Трудился в колхозе.
- сентябрь 1939 года — призван в Красную Армию от Илийского райвоенкомата.
- июнь 1941 года — на фронтах Великой Отечественную войны:
  - Западном,
  - Брянском,
  - Центральном,
  - 1-м Белорусском фронтах.

Был командиром отделения разведки 293-го гаубичного артиллерийского полка (9-я гаубичная артиллерийская бригада, 5-я артиллерийская дивизия, 3-я ударная армия, 1-й Белорусский фронт); на момент представления к награждению орденом Славы 1-й степени — сержант.
- Весна 1943 года — воевал в составе 293-го гаубичного артиллерийского полка 9-й гаубичной артиллерийской бригады. Был разведчиком-наблюдателем, затем – командиром отделения разведки. В составе бригады прошёл до конца войны.
- Март 1943 года — за отличие в наступательных боях, в которых он неоднократно исполнял обязанности заместителя командира взвода, получил первую боевую награду: медаль «За отвагу».
- 15 – 20 декабря 1943 года в боях за населенный пункт Мормаль (50 км юго-восточнее города Бобруйск, Белоруссия) сержант Исаев непрерывно вёл разведку противника; по его целеуказаниям артиллерийским огнем были разбиты 3 пулемета, позиция артиллерийской батареи, противотанковое орудие, 2 наблюдательных пункта и 2 блиндажа. 27 декабря в боевых порядках пехоты отражал вражеские контратаки у деревни Большая Людвиновка (Жлобинский район Гомельской области, Белоруссия), сам поднял в атаку пехотинцев. Был ранен, но остался в строю. Был представлен к награждению орденом Красной Звезды.
  - Приказом по частям 5-й артиллерийской дивизии от 15 января 1944 года (№1/н) сержант Исаев Михаил Иванович награждён орденом Славы 3-й степени.
- Февраль 1945 года — в боях на западном берегу реки Одер в районе населенного пункта Фогельзанг (район город Фюрстенберг, Германия) сержант Исаев: находился в боевых порядках 694-го стрелкового полка 383-й стрелковой дивизии. 8 февраля, когда гитлеровцы ворвались в населенных пункт и отрезали группу бойцов, лично вел огонь из противотанкового ружья и подбил 2 самоходных орудия. Затем поднял отделение в атаку, бойцы прорвались из окружения и затем вытеснили гитлеровцев из деревни. За это бой был представлен к награждению орденом Красного Знамени.
- 29-30 апреля 1945 года — участвовал в боях в городе Берлин (Германия); его полк поддерживала огнем батальоны 451-го стрелкового полка 64-й стрелковой дивизии. В уличных боях огнем из автомата и гранатами ликвидировал немало засевших в подвалах и на чердаках гитлеровцев, огнем из трофейного фауст-патрона уничтожил самоходное орудие.
  - Приказом по войскам 1-го Белорусского фронта от 7 мая 1945 года (№ 573/н) сержант Исаев Михаил Иванович награждён орденом Славы 2-й степени.
  - Указом Президиума Верховного Совета СССР от 15 мая 1946 года сержант Исаев Михаил Иванович награждён орденом Славы 1-й степени. Стал полным кавалером ордена Славы.
- Май 1946 года — демобилизован.

## После войны
Вернулся на родину. Жил в городе Талгар. Работал в строительной бригаде колхоза «Алма-Ата».
- 1968 — Старшина в отставке.
- Скончался 3 апреля 1978 года.

## Награды
- Полный кавалер ордена Славы.

Даты указов:
- 1. 15.01.1944 Орден Славы 3-й степени № 33081
- 2. 07.05.1945 Орден Славы 2-й степени № 29098
- 3. 15.05.1946 Орден Славы 1-й степени №2661

Награждён также медалями, в том числе:
- 30.03.1943 — «За отвагу».